# Tananas
Tananas foi um grupo musical da África do Sul, criado em 1987 e em atividade até 1993.

## História
Foi fundada em 1987 por Gito Baloi, Ian Herman e Steve Newman.
Gravaram o primeiro disco pela Shifty Records, com a qual gravaram outros cinco. Depois, gravaram mais dois discos com a Sony.
Trabalharam com muitos artistas, entre os quais Paul Simon, Sting e George Duke, e fizeram solos com Bonnie Raitt, Suzanne Vega e Youssou N'dour.
Em 1993 pararam a atividade, mas continuaram a reunirem-se esporadicamente para tocarem de vez em quando, até 2004, ano da morte de Gito Baloi.

## Integrantes
- Steve Newman, violão
- Gito Baloi, baixo elétrico e voz
- Ian Herman, bateria e percussões

## Discografia
- 1988 - Tananas
- 1990 - Spiral
- 1994 - Orchestra Mundo
- 1994 - Time
- 1996 - Unamunacua
- 1997 - The Collection
- 1999 - Seed
- 2001 - Alive in Jo'burg

## Referencias
1. ↑  «Tananas: Biografia». VH1.com Urge Music Downloads. All Media Guide, LLC. 2005. Consultado em 21 de abril de 2010
2. ↑  Tananas worldmusiccentral.org
3. ↑  «Tananas (South Africa)». South African Music. music.org.za. Consultado em 21 de abril de 2010
4. ↑  «issue 66». SA Rock Digest. 2000. Consultado em 21 de abril de 2010